# Kloster Kreitz

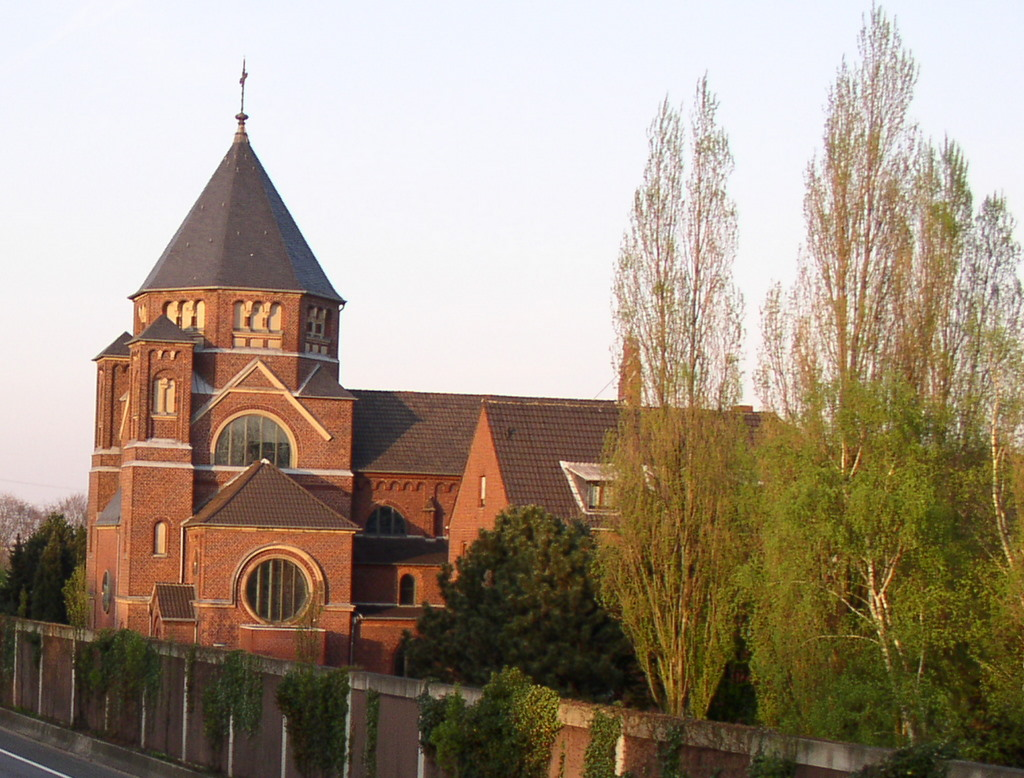
Klosterkirche und Kloster Kreitz

Das Kloster Kreitz ist ein Benediktinerinnenkloster im Neusser Stadtteil Holzheim, unmittelbar an der A 46 gelegen.

## Geschichte
Das Kloster wurde 1899 von Benediktinerinnen gegründet und 1901 zum Priorat erhoben. Am 26. Mai 1943 wurde das Kloster Opfer eines Bombenangriffs amerikanischer Bomber. Zu dieser Zeit lebten etwa 60 Schwestern im Kloster, von denen 23 getötet wurden.

## Architektur
Die Klosterkirche wurde bereits in den Jahren von 1896 bis 1898 von dem Kölner Architekten Heinrich Krings im neuromanischen Stil errichtet. Anschließend wurde der Süd- und der halbe Ostflügel hinzugefügt und das Kloster konnte am 1. März 1899 bezogen werden. Den Bombenangriff von 1943 überstanden lediglich die Ost- und Nordflügel, allerdings auch nur mit schweren Beschädigungen. Die beschädigten Gebäude wurden restauriert und im Nordflügel wurde eine Notkapelle gebaut.
Die zerstörte Klosterkirche wurde in einer vereinfachten Form auf ihrem alten Fundament wieder aufgebaut. Im Jahre 1961 entstand an Stelle des zerstörten Südflügels ein neuer Trakt mit einem Gästehaus. Infolge des Ausbaus der nahegelegenen Bundesstraße zur Autobahn wurde die Apsis entfernt und durch einen geraden Chorabschluss ersetzt. Des Weiteren wurde der Altar in die Vierung vorgezogen und ein neues Portal wurde vor das südliche Querschiff gesetzt. Von der ehemaligen Ausstattung ist heute nur noch ein geschnitzter Beichtstuhl vorhanden.

## Die Klosteranlage heute
Heute leben im Kloster Kreitz 23 Schwestern und eine Postulantin der Benediktinerinnen vom Heiligsten Sakrament. Durch Hostienbäckerei, Paramentenstickerei und den Betrieb des Gästehauses des Klosters finanzieren sich die Schwestern selbst.
Von 2001 bis 2023 war Sr. Bernharda Wichmann Priorin des Klosters. Sr. Maria Regina Köser wurde 2023 für drei Jahre zur Priorin-Administratorin ernannt.